# Olesicampe montezuma
Olesicampe montezuma là một loài tò vò trong họ Ichneumonidae.